# Last night a D.J. saved my life
Last night a D.J. saved my life is de debuutsingle uit 1983 van Indeep, een zanggroep met Réjane Magloire in de gelederen. Het is afkomstig van hun debuutalbum Last night a D.J. saved my life.
Het nummer is geschreven door hun muziekproducent Michael Cleveland. Het gaat over een vrouw die verveeld met haar vriend op de bank zit. Hij is het type van in-iedere-stad-een-schat, maar zij is stapelverliefd op hem. Ze hoort een plaat op de radio, waarbij de diskjockey vrouwen oproept er op uit te gaan als hun man/vriend vervelend is ("And if your man gives you trouble, just move out on a double"). Er is een belangrijke partij weggelegd voor de basgitaar.
Het werd de grootste hit voor Indeep en ook de grootste hit voor hun platenlabel Sound of New York/Beckett Records.

## Hitnoteringen
Alhoewel Last night wel de hitlijsten haalde voor rhythm-and-blues en clubsingles, stootte de plaat in thuisland de Verenigde Staten net niet door tot de Billboard Hot 100. In het Verenigd Koninkrijk scoorde de plaat beter en stond negen weken genoteerd in de UK Singles Chart met hoogste notering de 13e positie.
De Nederlandse band Sweetness probeerde het succes in Nederland voor de neus van Indeep weg te kapen. Terwijl Indeeps versie de Nationale Hitparade binnenkwam op 12 februari 1983, riep dezelfde hitlijst een week later de cover van de plaat door Sweetness uit tot tip (hitlijst Bubbling under). Verder dan die lijst kwam de plaat echter niet, terwijl Indeeps versie wél een grote hit werd.
In Nederland was de versie van Indeep op vrijdag 5 februari 1983 Veronica Alarmschijf op Hilversum 3 en werd een gigantische hit in de destijds drie hitlijsten op de nationale popzender. De plaat bereikte de 2e positie in zowel de Nederlandse Top 40, Nationale Hitparade als de TROS Top 50. In de Europese hitlijst op Hilversum 3, de TROS Europarade, bereikte de plaat de 9e positie.
In België bereikte de plaat de 2e positie van de Vlaamse Ultratop 50 en zelfs de nummer 1-positie van de Radio 2 Top 30.

### Nederlandse Top 40
| Positie: | 18 | 8 | 3 | 2 | 3 | 12 | 24 | 36 | uit |

### Nationale Hitparade
Irene Cara zette met Fame Indeep de voet dwars inzake het bereiken van de eerste plaats.
| Positie: | 23 | 6 | 2 | 3 | 3 | 8 | 15 | 27 | 42 | uit |

### TROS Top 50
Hitnotering: 10-02-1983 t/m 31-03-1983. Hoogste notering: #2 (1 week).

### TROS Europarade
Hitnotering: 06-03-1983 t/m 03-04-1983. Hoogste notering: #9 (1 week).

### Vlaamse Radio 2 Top 30
| Positie: | 17 | 5 | 3 | 1 | 4 | 9 | 14 | uit |

### Vlaamse Ultratop 50
Michael Jackson met Billie Jean hield Indeep van de eerste plaats af.
| Positie: | 23 | 13 | 6 | 2 | 3 | 4 | 11 | 18 | 36 | uit |

### NPO Radio 2 Top 2000
Last Night a D.J. Saved My Life stond alleen in 1999 in de NPO Radio 2 Top 2000, op plek 1704.

## Covers
De muziek is terug te vinden in films en computerspelletje (bijvoorbeeld Grand Theft Auto: Vice City) die terugverwijzen naar die tijd. Voorts nam een aantal artiesten Last night ook op. De bekendste onder die artiesten is Mariah Carey. Een grote hit in Nederland was in 1999 het nummer 'If ya gettin' down' van boyband 5ive dat een belangrijk sample uit het nummer bevatte. Tevens was er commercieel succes in het Verenigd Koninkrijk weggelegd voor Seamus Haji met een 12"-single waarop diverse remixen te horen waren. Milk Inc. scoorde met het nummer in sommige hitparades in België. Er is ook een Nederlandse variant: Kriebels in mijn buik werd gezongen door De Smurfen. Een Franse versie kreeg de titel Des papillons dans le ventre mee. Madonna en Tom Jones gebruikte een sample van Last night in hun Music respectievelijk Black Betty. In 1997 maakte King Britt een cover van het nummer met zijn act Sylk 130.